# Симор (Ајова)
Симор (енгл. Seymour) град је у америчкој савезној држави Ајова. По попису становништва из 2010. у њему је живело 701 становника.

## Демографија
Према попису становништва из 2010. у граду је живело 701 становника, што је -109 (-13.5%) становника више него 2000. године.
| Група             | 2000.       | 2010.       |
| Белци             | 781 (96,4%) | 685 (97,7%) |
| Афроамериканци    | 0 (0,0%)    | 0 (0,0%)    |
| Азијати           | 0 (0,0%)    | 3 (0,4%)    |
| Хиспаноамериканци | 17 (2,1%)   | 11 (1,6%)   |
| Укупно            | 810         | 701         |